# Petar Skok
Petar Skok, hrvaški jezikoslovec, filolog in akademik, * 1. marec 1881, † 3. februar 1956.
Skok je deloval kot redni profesor za romansko filologijo na Univerzi v Zagrebu in bil redni član Jugoslovanske (zdaj hrvaške) akademije znanosti in umetnosti ter od 1953 tudi dopisni član Slovenske akademije znanosti in umetnosti. 
V letih 1921-23 je nekaj semestrov honorarno predaval romansko jezikoslovje na FF Univerze v Ljubljani.
Njegovo najbolj znano, življenjsko delo je Etimološki slovar hrvaškega ali srbskega jezika (izšel v 3-h zvezkih 1971-73, ur. Mirko Deanović in Ljudevit Jonke)  